# 林㙱
林㙱（1444年—1508年），字世調，号双松，福建福州府閩縣人，民籍。明朝政治人物。進士出身。

## 生平
成化七年福建鄉試第十三名。成化八年（1472年）壬辰科會試第二百二十五名，殿試登進士第二甲第三十八名，授工部主事，后擔任户部郎中，再改吏部，升湖广参政、广东右布政，累官至廣西左布政使。正德三年去世，享年六十五歲。

## 家族
曾祖父林必方。祖父林森。父亲林汝談。